# 華僑路街道
華僑路街道（かきょうろがいどう）は、南京市鼓楼区の街道。現行行政地名は華僑路街道慈悲社社区、華僑路街道石頭城社区などの社区7個がある。面積は 3.64 km。

## 地理
南京市鼓楼区の南東部に位置している。

## 行政区画
7街道を管轄する。
| 番号 | 社区名     | 番号 | 社区名     |
| ---- | ---------- | ---- | ---------- |
| 01   | 慈悲社社区 | 05   | 広州路社区 |
| 02   | 石頭城社区 | 06   | 五台山社区 |
| 03   | 清涼山社区 | 07   | 竜蟠里社区 |
| 04   | 虎踞関社区 |      |            |

## 観光地
- 清涼山公園：清涼山は六朝の時代からの歴史があり、古くは南唐の皇帝たちの避暑地でもあった。現在でも園内には南唐の頃の古井戸である還陽井が残っている。
- 石頭城公園：
- 烏龍潭公園：公園は池を取り囲むように立地し、公園内には紅楼夢の曹雪芹紀念館、烏龍壁、諸葛飲馬処などがある。かつては諸葛孔明を祀る武候祠があったが2000年頃の再開発で取り壊されている。諸葛飲馬処は諸葛孔明が呉の孫権に謁見するために訪れた際に、この地で馬に水を飲ませたので諸葛飲馬処と称されるようになった場所である。烏龍潭の名称は晋代から使用され現在に至っている。
- 魏源故居：
- 国防園：

## 施設

### 交通
- 地下鉄の駅：

### 教育
- 大学：南京医科大学、南京師範大学、南京中医薬大学漢中門キャンパス。
- 中学：
- 小学：

### 医療
- 医院：江蘇省人民医院、南京脳科医院

### 娯楽
- 体育館：五台山スポーツセンター